# Park Zdrojowy w Świnoujściu
Park Zdrojowy w Świnoujściu – zabytkowy park na wschodnim skraju wyspy Uznam (w kwartale pomiędzy ulicami: Sikorskiego, Bolesława Krzywoustego, Sienkiewicza, Kapitańska, Jachtowa, Mieszka I), krajobrazowy, o powierzchni 58 ha, utworzony w 4. ćwierćwieczu XVIII, znacznie powiększony w 1. połowie XIX. 

## Historia
Założenie Parku Zdrojowego pokrywa się z początkami miasta Świnoujście w 1765 i budową kurortu pół wieku później. Otwarcie pierwszego sezonu kąpieliskowego odbyło się w 1824, a pierwszy dom zdrojowy oddano do użytku już w 1826 (położony był w pobliżu nabrzeża portowego, został rozebrany zaraz po wybuchu I wojny światowej). Zanim to nastąpiło, przeprowadzono prace hydrotechniczne, by przekształcić dawną mieliznę przymorską w nowy ląd umocniony roślinnością. Na takim terenie powstało stosunkowo niewielkie założenie zieleni komponowanej. W rozwój uzdrowiska zaangażował się sam nadprezydent Pomorza (Królestwo Prus) Johann August von Sack, dzięki któremu projekt Parku Zdrojowego opracował Peter Joseph Lenne, słynny pruski architekt ogrodów. P.J. Lenne w 1827 przesłał z Sanssouci około 1,5 tysiąca sadzonek drzew i krzewów. W roku następnym, park był już właściwie skomponowany. W kolejnych latach ulegał jedynie modyfikacjom, w okresie międzywojennym został powiększony o Zachodni Park Zdrojowy, który zamyka ul. Matejki. Choć nie zachował się żaden dokument planistyczny sławnego projektanta parków i ogrodów, badacze analitycy nie mają wątpliwości co do autorstwa założenia parkowego w Świnoujściu. Potwierdza to czytelny układ alejek, główne osie południkowe, równoleżnikowe i diagonalne, place i ronda na przecięciu dróg, układ wodny oraz układ zadrzewień w zachodniej i centralnej części parku (architekt krajobrazu Małgorzata Haas-Nogal w analizie historyczno-kompozycyjnej do projektu rewaloryzacji Parku Zdrojowego w Świnoujściu, 2000). Park Zdrojowy został zbombardowany przez amerykańskie lotnictwo w czasie nalotów na Świnoujście 12 marca 1945 roku, co doprowadziło do wielu ofiar wśród znajdującego się w parku obozowiska żołnierzy i uciekinierów z Prus Wschodnich i Kurlandii.

## Przyroda
W drzewostanie przeważają buki zwyczajne (Fagus silvatica), dęby szypułkowe (Quercus robur) i bezszypułkowe (Quercus petraea), jesiony wyniosłe (Fraxinus excelsior), kasztanowce zwyczajne (Aesculus hippocastanum), klony pospolite (Acer platanoides), olchy czarne (Alnus glutinosa), wiązy szypułkowe (Ulmus laevis). Różnorodność parku podkreślają drzewa w odmianach rzadszych i ozdobnych: buki "płaczące" (Fagus silvatica cv. Pendula), dęby "piramidalne" (Quercus robur cv. Fastigiata), cisy pospolite (Taxus baccata), żywotniki, jodła nikko (Abies homolepis), lipa krymska (Tilia x euchlora), skrzydłorzech kaukaski (Pterocarya fraxinifolia) czy też stanowiska z wiciokrzewem pomorskim (Lonicera periclymenum). Na zachodnim skraju parku, przy ul. Matejki (wejście na stadion) pomnik przyrody sosna z bluszczem: "Rodzina". Na wschodzie, od strony ul. Jachtowej wiązy "Przemytnicy". Park ozdabiają liczne rzeźby.

## Otoczenie parku
- Od północy, wschodu i południa Park Zdrojowy obchodzą znakowane szlaki turystyczne: E9 czerwony Szlak Nadmorski oraz EV10 niebieski Szlak Rowerowy Wokół Bałtyku.
- Na wschodzie, nad Świną zabytki: Fort Zachodni, Fort Anioła oraz dawna stocznia nad Basenem Północnym. W najbliższych okolicach zabytków mariny.
- W zachodniej części obiekty sportowe: stadion, boiska, korty tenisowe
- Na północnych obrzeżach liczne pensjonaty, hotele i kempingi. Po drugiej stronie ul. Uzdrowiskowej, na wydmach ruiny schronów baterii artylerii przybrzeżnej z okresu II wojny światowej.